# Distretto di Telagh
Il distretto di Telagh è un distretto della provincia di Sidi Bel Abbes, in Algeria.

## Comuni
Il distretto di Télagh comprende 4 comuni:
- Telagh
- Dhaya
- Mezaourou
- Teghalimet